# الدوري النمساوي 1966–67
بوندسليغا النمسا لكرة القدم 1966-67 (بالألمانية: Österreichische Fußballmeisterschaft 1966/67)‏ هو الموسم 56 من بوندسليغا النمسا لكرة القدم. أشرف على تنظيمه اتحاد النمسا لكرة القدم، وكان عدد الأندية المشاركة فيه 14، وفاز فيه رابيد فيينا.